# Регино
Регино је био франачки историчар са краја 9. и почетка 10. века.
Припадао је угледној породици. 892. Постао је опат бенедиктинског манастира Прим (Prüm) у Лотарингији који је био познат по историографској традицији. Пошто је 899. године дошао у сукоб са лотариншким војводама прелази у Тријер где је 915. умро. 
907. је написао Хронику која обухвата период од рођења Христа до 906. године. Њен изворни значај је од 741. године, али јој је вредност неуједначена. То је један од првих покушаја светске историје код Франака, али се своди на приказивање историје Франачких држава. Нарочито западне Франачке и околних народа. Писац доноси и пуно података о Словенима и Мађарима. Поред недостатака Регино је критичан, селективан, стил му је јасан, језик једноставан. Хронологија му је побркана.